# Torpacarus foliatus
Torpacarus foliatus är en kvalsterart som beskrevs av František Starý 1998. Torpacarus foliatus ingår i släktet Torpacarus och familjen Lohmanniidae. Inga underarter finns listade i Catalogue of Life.